# Khâi-Ma
Khâi-Ma es un municipio local sudafricano situado en el distrito de Namakwa, en la provincia de Cabo Septentrional.

## Superficie
Khâi-Ma tiene una superficie de 15 715 km².

## Demografía
En 2022, tenía 8510 habitantes, una densidad poblacional de 0,54 hab./km², y 1938 viviendas.